# 松錦之戰
松錦之戰，又称松錦大戰，是從明崇禎十二年（1639年）二月到明崇禎十五年（1642年）四月在锦州地区进行的明朝与清朝入关前的最后总决战。明军共13万，清军共11万，以明军全军覆没，明军统帅洪承畴投降清朝告终。
崇禎十二年（1639年）明廷調任洪承疇為薊遼總督，繫東北邊防，防衛金人。崇禎十三年（1640年）三月，皇太極命郑亲王济尔哈朗、多罗贝勒多铎等人领兵修筑义州城（今辽宁义县），“驻扎屯田，令明山海关外宁锦地方不得耕种”，崇祯十四年，（1641年）三月，清兵包围了锦州，“填壕毁堑，声援断绝”。锦州守将祖大壽向明廷报称：“锦城米仅供月余，而豆则未及一月，倘狡虏声警再殷，宁锦气脉中断，则松山、杏山、锦州三城势已岌岌，朝不逾夕矣。”明廷命洪承疇领王樸、杨国柱、唐通、白广恩、曹变蛟、马科、王廷臣、吴三桂八总兵，步骑十三万，速令各镇总兵“刻期出关”，速会兵于宁远。

## 遭遇
崇祯十二年（1639年）时，蓟辽的边境守军之中，以祖大寿统帅的松山、锦州、宁远等关外诸要塞实力最强，山海关驻防的部队实力次之。
在松锦之战前，蓟辽的边军尚且还有一定的进攻和野外作战能力，崇祯十一年祖大寿在野外击败过多尔衮的率领的士兵。崇祯十二年初，清太宗加速了进攻明朝的战争，正月清軍从京畿地区进入山东境内，二月，清亲王多尔衮率军饱掠后，从山东北返至天津卫，渡运河东归。三月初九，清军从青山口出关，退回辽东。是役，清军入关达半年，深入二千里，攻占一府、三州、五十五县，二关；杀明总督二、守备以上将吏百余人；俘获人口四十六万余、黄金四千余两、白银九十七万余两与以往的性质相同，这是一次规模较大的纯粹劫掠式的军事进攻，极大的摧毁了明朝畿辅地区的经济状况和显示了满洲士兵能够机动撕破明朝政府构造的北部防线的实力。但是同时实现了清朝的另一个战略目标，调动明朝边军。这个时候皇太极的近期战略目标是锦州——宁远以北明军最大的军事要塞，试图打破坚固的宁锦防御体系，解除抵在清朝下颚的尖刀，然后渐次蚕食明朝的疆土.在崇祯十一年年底，他派遣多尔衮和岳讬分别从山海关以西、墙子岭破边，深入腹地，除了大肆劫掠以外，也成功的将祖大寿的精锐士兵调往京师，锦州、松山的防御兵力骤然单薄。故而，在多尔衮、乐托两人破关的同时，崇祯十二年二月十四日，感觉计谋成功的皇太极迅速调集八旗士兵3万余人，携带红夷大炮20余门，率阿济格、代善、尼堪、罗托、孔有德、耿仲明、尚可喜、石廷柱、马光远、奈曼等进攻明军控制下的松山。当时的宁远守将为副总兵官金国凤，麾下仅有士兵3000余人。清军以火炮攻击城楪、十日不歇，向来谨慎的皇太极也认为松山城小兵寡，很快就能攻克下来。除了派遣部分兵力牵制西南的杏山、塔山和锦州要塞的明军以外，大部分兵力都用来围攻松山。松山城外的明军共计有三个堡垒，每个里面驻守士兵数十人，满洲乌真哈超用火炮很快击毁了这些堡垒，二月二五日汉八旗的炮手们操纵者多达百门的火炮对周长也不过2里的松山城墙进行高火力输出，“昼夜不绝、城垛尽坏”。二月二十六日清晨，清軍开始从四个方向对松山城发动进攻，却遭到明军的勇猛反击，中午时分为了争夺“巴图鲁”的章京们争先恐后的登上云梯，但被明军以弓箭和火铳再次击退。登上城墙的20多名满洲士兵则被守军全部斩杀。清軍损失千余人，第一次进攻失败。三月初，咽不下气的皇太极增加了火炮的数量和火药的储藏，继续不停的用以压制轰击松山。三月初九，代善认为蚁附登城肉搏，难以攻克松山。于是决定用火炮爆破的方式，一些抱着必死之心的明军士兵缒城而下，开挖横渠阻断清兵的地道，加上那里本来就是岩石较多，第二次进行再次宣告失败。得知松山被包围，巡抚方一藻提议派兵救援，诸将皆默然，宁远副总兵杨振及副将祖克勇等人主动请缨，但是他们的士兵数量很少，不足千人。其中杨振遭到满洲骑兵的阻击被俘，其余的明军抵达了满洲兵大营，受到惊动的皇太极动用了巴牙喇，徐昌永阵亡，祖克勇被俘。这部分明军实际上还是很凶悍的，被骑兵攻击之后，仍旧敢于攻击数量庞大的敌人军营。清軍把杨振带到松山城下，要求他招降守军，杨振让下属李禄去城下高呼：“援兵就快到了！”二人很快被斩首。三月底，在围攻松山40天，阵亡2000余人后皇太极不得不退兵。
1639年春（崇祯十二年）洪承畴调任蓟辽总督，带来了秦兵（左光先、曹变蛟等人也跟着来了），与山海关马科、宁远吴三桂两镇合兵。锦州有松山、杏山、塔山三城，相为犄角。洪承畴到任之后，首先向崇祯皇帝建议编练新军15万人。最后的结果是洪承畴负责编练4万人，他手下的五个总兵各自编练1万人，还有3万人交给巡抚、镇监编练，加上原本编练完成的精兵，一共编练了13万人，号称40万人。
1639年十月二十日，豪格率满洲士兵万余人进攻松山以南的宁远城，积功至宁远团练总兵的金国凤在满洲兵立足未稳时率兵出城野战，由于各部兵马分属都监、巡抚、镇监等，新总兵的命令传达并不有效，这次战斗以失利告终。深感羞耻的金国凤率松山带来的几十个亲兵下马步战，攻入满洲军阵，最终因弓箭箭矢用完阵亡，豪格面对坚固的宁远城也无功而返。战斗结束后，洪承畴要求统一兵权，最终被允。洪承畴一面编练新军，一面筹造武器，自熊廷弼时代起，辽东镇就开始自己制造武器，包括火器。洪承畴在开平、古冶、蓟州等地设立了军器局、火器局和火药局，经过一年的努力，补充了历年的损耗。工部也给他拼凑了火炮50门，弓3000张，箭矢60000枝。但是洪承畴驻扎的地方是在蓟州，距离宁远有700里的距离，前线的具体军务由方一藻负责，1640年方辞职后由邱民仰接任。
1640年（崇祯十三年），这一年发生了很多事，左良玉在玛瑙山大败张献忠；崇祯皇帝罢免了各地的镇守太监；苏松湖发生大水，死者相枕；农民军相继入川如河南；蒲州府发生大规模饥荒，人相食；山东忻州发生蝗灾，骸骨纵横；张献忠在观音岩大败官兵；下诏增加天下的关税20万两；三月，崇祯帝下诏罢各镇内臣后不久，按照皇太极的部署，济尔哈朗、多铎率军进驻锦州以北的义州，屯田驻守；四月入援关内的明军 相继返回，而济尔哈朗部队在多次与锦州明军的战斗中，并没有讨到什么好处，甚至还折损了甲喇章京超哈尔。
三月十八日黎明，洪承畴派遣松山团练总兵吴三桂和锦州的祖大寿部戴明率轻骑兵袭击准备撤回的清军。其实这是一个圈套，亲自抵达义州的派遣了一支巴牙喇兵组成伏兵。首先抵达战场的戴明看到清军已经列阵完毕，于是抱着必死之心率军突击，被清军以密集的弓箭造成大量伤亡，此时吴三桂率领骑兵部队赶到，他并没有理会清军弓箭手，迅速突入战场交战，年轻的吴三桂逐渐与清军骑兵形成胶着状态。一个时辰以后，清军率先退出战场，明军骑兵损失千余人，清军损失大抵相当。这反映了辽东边军一定程度上的战斗能力。洪承畴移驻宁远后，命令祖大寿率军至锦州，吴三桂和杏山总兵刘肇基率军分别驻守松山和杏山，蓟镇的士兵则分别加强长城关隘的防御，洪承畴亲自率领一部分士兵作为预备队，松锦之战的大决战即将来临。四五月间，松山杏山一带清军活动频繁，五月十七日，明军对济尔哈朗的作战获胜，士气一度高涨，七月八日晚，吴三桂率500步骑兵夜袭罗托的镶蓝旗大营，再次击败清军，不得不于第二天更换驻地躲避明军的锋锐，七月十日吴三桂再次击败反偷袭的清军。战役初期，看起来似乎情况对明军来说很不错。因为频繁作战失利，多尔衮取代了济尔哈朗担任清军总指挥，六月时他与吴三桂爆发了一场规模较大的骑兵战斗，也没有取得胜利。在不断的战斗胜利以及朝廷中枢的催促之下，洪承畴命令吴三桂、刘肇基出城野战，仓促的明军在松山城外三四里处就遇到了清军骑兵，最后依赖吴三桂的骑兵作战勇武才保存了大部分兵力，但是步兵的辎重丢失很多。朝廷的陈新甲有些迫不及待，而实际上也确实需要将这些精兵抽调回内地镇压农民军，所以很快皇帝就批准了从未到达战场的官员们制定的战役计划。洪承畴据理力争后，又调宣府总兵杨国柱、大同总兵王朴、密云总兵唐通以及山海关驻防的边军，十万余人投入到本次战役之中。清军这边，从崇祯十三年六月到十四年的锦州围攻战，极大的影响了清军的士气。
多尔衮甚至允许每三个士兵可以有一个回家一次，继而又统一每个牛录可以有五个士兵回家一次，鉴于明军的骚扰战实在频繁，不得不将大营后退三十里驻扎，这让锦州抓紧时间获得了一批补给。怒不可遏的皇太极将多尔衮降爵处罚，崇祯十四年三月济尔哈朗率领生力军接替多尔衮，继续围攻锦州，并在月底击破锦州外城，清军方面损失了武备院卿穆护萨、护军参领兰泰、署护军参领温察等将领。皇太极命令参政阿哈尼堪率领步骑兵万余人汇合孔有德、尚可喜的乌真哈超部队，却遇到了洪承畴率领的辽东明军部分主力，大约是六万余人。四月二十五日，双方展开战斗，这对济尔哈朗来说是比较意外的，因为他的任务是围城，而且他还被夹击了，兵力也少于明军。为了防止明军在高处布置火炮，济尔哈朗命令占领了乳峰山，阿济格和多铎等人率骑兵两万做伏兵。五月初三，双方围绕乳峰山发生激战，杨国柱率万余步兵在火箭和火器的掩护下对乳峰山清军发起凌厉的攻击，准备登山的白广恩部遭到清军伏兵，遂放弃火器改为白刃，以各部参将为主，分为三个横列，在中军的鼓声中向清军发起了冲锋。王朴此时也率领士兵加入了混战之中，他“百方鼓励将士”，率部猛烈厮杀，如此打击之下，乳峰山清军全线溃退。为了挽回右翼的溃败，济尔哈朗放弃埋伏，命令清军直接攻击西石门明军，而在王廷臣的掩护下，吴三桂的骑兵毫不示弱的奋勇当先，冲阵十余回合，固山额真伊尔登重伤，骑都尉旦岱、参领彰库善、三等侍卫博硕岱阵亡。梅勒章京珠玛喇被明军火铳击中头部，数天后才苏醒。济尔哈朗凭借孔有德的火炮猛烈轰击才遏止了明军猛烈的攻击，得知消息的皇太极大惊失色。清朝改变策略，意图引诱明军轻进，以间谍散布谣言说清军已经陷入了粮荒，要撤离锦州。在种种的因素下，明朝廷催促洪承畴尽快决战，但是他上奏说经过数次血战，虽然挫败了虏锋，但是并没有占据很大的优势。我们粮食充足，城墙坚固，而清军的后勤补给比我们要难多了，所以应该以坚守为主，辅助以小规模的骚扰战，拖垮清军的后勤补给和士气。兵部尚书陈新甲认为清军粮食不够就要寇边劫掠，而且内地的农民军死灰复燃，急需精锐边军抽调南下征剿。皇帝和内阁都在催促决战，洪承畴被迫改变战略，
七月二十六日，督率吴三桂、马科、白广恩、曹变蛟、王廷臣、唐通、王朴、杨国柱八位总兵及参将以下200余位将领分为两个梯队，洪率兵6万至松山，余部次日出城。这时候大体上洪承畴手上还有约10万左右的兵力，二十八日抵达松山城外，此时这里有多尔衮、济尔哈朗统帅的大约4万清军。此战清军吸取了上次的教训，在有利地形建立了硬盘，多尔衮和济尔哈朗各领一军，而明军看到清军有所准备，于是将骑兵部队驻扎在松山城东西北的三个方向，步兵则在松山和乳峰山之间建立了七个大营，营地外也建立了长壕、栅栏，把弓弩火炮环绕营地以拱卫防御。这种战术还是极为正确的，但是监军一再催促明军出战。二十八日夜里，经过短暂的战场侦察，洪承畴决定攻击西石门清军大营，切断两部清军的联系。杨国柱依旧率领步兵展开攻击，但是他对清军的布防并不清晰，陷入了清军的骑兵包围之中。杨国柱在一块高地被包围，大呼这里是我侄子阵亡的地方，难道我能去做降将么？最后被射杀。
洪承畴以山西总兵李辅明接替阵亡的杨国柱，另一方面也放缓了作战的节奏。看到明军没有动作之后，心急之下的多尔衮主动发动攻击，突破松山西侧的明军大营，双方发生了激烈的肉搏战，觉罗萨哈被明军斩杀，头颅被砍下，又在车营佛郎机炮的轰击之下，不得不撤退。锦州城内的祖大寿乘机派出步骑兵从城下杀出，围攻锦州的满洲兵没有料到锦州守军还如此凶猛， 被打的大溃而逃。整个七八月份，多尔衮和济尔哈朗在兵力兵器和士气上都处于劣势，只能避而不战，采取守势。皇太极忧急之下甚至呕血，盛京也是人人颇有忧色。皇太极一方面嘱咐多尔衮不要轻举妄动，拖延时间。八月上旬，清军屡战不利，军心动摇，各方面均占优势的明军对清军处于夹击的态势，这也是发动最终决战的好时机。兵部职方司主事马绍愉提醒洪承畴已经乘势发动攻击，大同监军张斗建议洪承畴应分分兵保护后方粮道的安全，都被洪承畴予以拒绝。这也给了满洲喘息的时间，八月中，皇太极命令辽沈地区15岁以上男子一律征召入伍，凑齐了12万名士兵，然后星夜兼程两天赶到了战场。这也是洪承畴最后一次机会，如果此时他在清军必经之处埋伏重兵，不但可以发挥明军火力强，擅长防御战的优势，而且也能极大的打击多尔衮等部清军的士气，甚至直接摧毁。第二次宁远大捷也是依靠这种策略取得了胜利，但是洪承畴并没有考虑到这些。抵达之后的皇太极当晚召开了作战会议，第二天清晨满洲兵就开始了布防，如果这个时候洪承畴敢立即发动攻击这些疲惫的清军，未必没有再次抓住机会的可能。但是他得知清军到达战场的消息太晚了。
八月二十日，横亘在松山锦州20里宽的狭窄地域内，皇太极抓住明军前重后轻的部署，不断地将兵力部署蔓延到明军的后方。上午，天鹅音响彻明军营地，清军在堑壕外部署的部队很快就被明军优势兵力压倒，议政大臣萨璧翰重伤，当天夜里身亡。这时候断送明军机会的是，济尔哈朗下令挖掘的多层壕沟，倒三角形，人马落入之后立足之处都没有，更没办法攀爬而上。明军后队挤前队，损失重大。车兵也被堑壕所阻挡，无法前进。只有部分步兵冲过壕沟，杀入清军大营。双方厮杀的很猛烈，蒙古旗军骁骑尉同阿尔等6名大将都在战斗中被斩杀，见到这么危急的情况，多尔衮派出了预备队，清军大将劳萨战死沙场。由于这个突破口过于狭窄，还是被赶来的清军给堵住了，拼尽全力的明军仍旧没有突破清军的防御战线进入锦州。洪承畴与清军决战于松山、锦州地区，皇太极秘令阿济格突袭塔山，趁潮落时夺取明军屯积在笔架山的粮草十二堆。明军“因饷乏，议回宁远就食”，决定明日一早分成两路突围南逃。大同总兵王朴一回营便率本部人马首先乘夜突围逃跑，结果“各帅争驰，马步自相蹂践”，黑夜中，明兵“且战且闯，各兵散乱，黑夜难认”。总兵吴三桂、王朴等逃入杏山，总兵马科、李辅明等奔入塔山。洪承畴等人突围未成，困守松山城（锦州松山区松山镇），几次组织突围，皆告失败，不久“转饷路绝，阖城食尽”，松山副将夏承德遣人密约降清，以为内应。
崇祯十五年（清崇德七年，1642年）二月十八日城陷，邱民仰、王廷臣、曹变蛟被杀，洪承畴、祖大乐兵败被俘至沈阳，三月八日，祖大寿率部献城归降，清军占领锦州。四月二十二日，清军用红衣大炮轰毁杏山城垣，副将吕品奇率部不战而降，松山、锦州、杏山三城尽没，至此松锦大战结束。洪承畴为表示忠于明室，宣布绝食，到了五月剃发降清。洪承畴投降以后，明朝不知道他已经变节，思宗闻之大震，辍朝特赐祭九坛，祭到第九坛的时候，又得到军报，说洪承畴降清，京城大哗。

## 决战
崇祯十四年八月十八日皇太极帶病急援，一路上鼻血不止，六昼夜兼行500余里，七月十九日到达锦州城北的戚家堡（辽宁锦县齐家堡），分軍駐王宝山、壮镇台、寨儿山、长岭山、刘喜屯。皇太极發現明軍的弱點，对诸将说：“此阵有前权而无后守，可破也。”就地挖壕，紧紧包围在松山一带，“断绝松山要路”，“有刈薪、汲水者，辄为逻卒所杀”。洪承畴與清軍決戰於松山、錦州地區，皇太極秘令阿濟格突襲塔山，趁潮落時奪取明軍屯积在笔架山的粮草十二堆。
松山被圍，通道被斷，松山糧餉僅存三日。“初築時承疇不之覺，已而知為所困，然亦不能爭矣。遂上書求援，凡十有八疏。內臣高起潛恐承疇有功，力抑之，使不得奏。”洪承畴召集諸將，主張決戰突圍，但諸將膽怯，不願死戰，這時張若麒也反對決戰，明軍“餉乏，議回寧遠就食”，洪承畴無可奈何，決定明日一早分成兩路突圍南逃。大同總兵王樸畏敵，不敢應戰，首先乘夜突圍逃跑，結果諸軍動搖，“各帥爭馳，馬步自相蹂踐”，黑夜中，明兵“且戰且闖，各兵散亂，黑夜難認”。總兵吳三桂、王樸等逃入杏山，總兵馬科、李輔明等奔入塔山。承疇等人突圍未成，只得困守松山城，丘明仰則誓與承疇同守，隨後組織突圍，雙方戰於尖山石灰窯，明軍頗有攻勢，但最後皆因潮漲失敗。曹變蛟曾夜間突襲清軍大營，皇太極親軍猝不及防，皇太極本人拔刀抵抗，遏必隆與錫翰偕同輔國公額克親合力抵禦，變蛟受傷撤離。松山被清軍圍困已久，城中乏糧，朝廷命順天巡撫楊繩武、兵部侍郎范志完率軍赴松山解圍，皆斂兵不敢出戰。副將焦埏赴援，至山海關即敗。不久，“城內糧盡，人相食，戰守計窮”，松山副將夏承德遣人密約降清，以為內應，並以其子夏舒為人質。
崇禎十五年（1642年）二月十八日城陷，洪承畴、祖大樂兵敗被俘至瀋陽，總兵邱民仰、王廷臣、曹變蛟就地處決，三月八日，祖大壽率部獻城歸降，清軍佔領錦州。四月二十二日，清軍用紅夷大炮轟毀杏山城垣二十五餘丈，副將呂品奇率部不戰而降，至二十九日，計斬殺明兵五萬餘人，松山、錦州、杏山三城盡沒，至此松錦大戰結束。洪承畴為表示忠於明室，宣佈絕食，但到了五月剃髮降清。洪承畴投降以後，明朝不知道他已經變節，崇祯帝聞之大震，設壇賜祭：洪承畴十六壇，邱民仰六壇。祭到第九壇的時候，又得到軍報，說洪承畴降清了，京城大嘩。據《清太宗實錄》記載：“是役也，計斬殺敵眾五萬三千七百八十三，獲馬七千四百四十匹，甲胄九千三百四十六件。明兵自杏山，南至塔山，赴海死者甚眾，所棄馬匹、甲胄以數萬計。海中浮屍漂蕩，多如雁鶩。”

## 影響
松山、錦州、塔山、杏山四城失陷，祖大壽舉城投降，致使“九塞之精銳，中國之糧芻，盡付一擲，竟莫能續御，而廟社以墟矣！”京師大震，王樸以「首逃」之罪被逮捕，法司開庭審訊。御史郝晉發言：“六鎮罪同，皆宜死。……三桂實遼左之將，不戰而逃，奈何反加提督”。兵部尚書陳新甲覆議，“但姑念其（吳三桂）守寧遠有功，可與李輔明、白廣恩、唐通等貶秩，充為事官。” 請獨斬王樸，崇禎十五年五月十九日處死王樸。职方郎中张若麒被处以死刑，兵部职方主事马绍愉给予削籍的处分。三桂受到降级处分，鎮守宁远。松錦大戰標榜著明朝在遼東防禦體系的完全崩潰，明朝在遼西的最後防線僅剩下山海關的吳三桂部。此战之后，言官皆弹劾陳新甲之失，新甲恐懼請辭，不許。又誅殺陈新甲，职方郎中张若麒下獄論死。